# Капирот

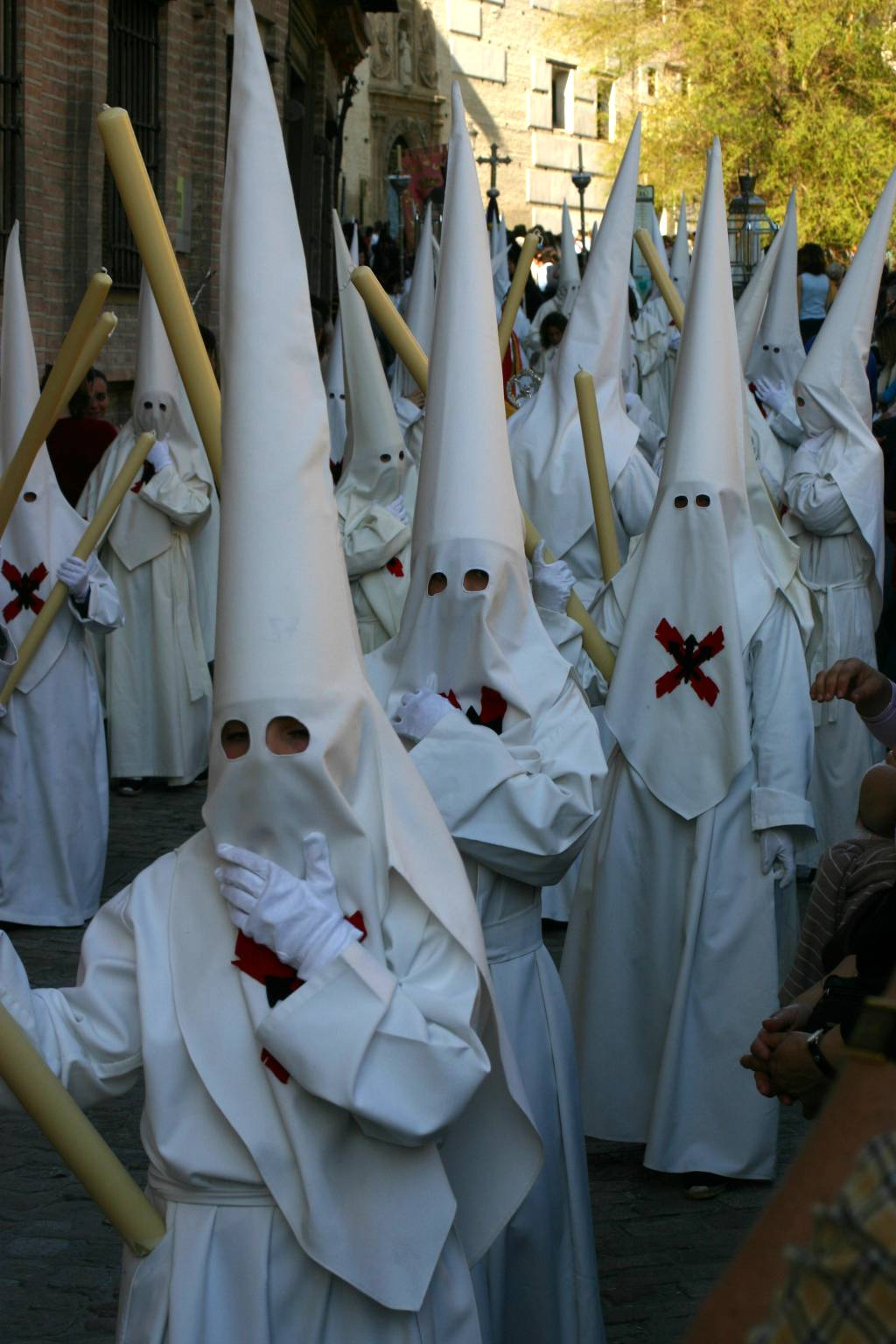
Кающиеся грешники в капиротах во время Страстной недели (Семана Санта) в Гранаде

Капиро́т (исп. capirote) — средневековый испанский головной убор, остроконечный колпак конической формы.
Первоначально изготовленные из картона капироты применялись испанскими флагеллантами.
Во времена инквизиции обтянутые тканью капироты наряду с желтыми накидками использовались для облачения осужденных на смертную казнь.
Одновременно с этим капироты являлись частью одеяния представителей ряда религиозных братств во время празднования Пасхи и Страстной недели (Семана Санта) — в этом случае покрывающая капироты ткань опускалась ниже уровня плеч, закрывая лицо и шею; для обзора в ткани прорезывались два отверстия. Подобные капироты до сих пор используются в Испании (например, в Севилье) участниками процессий на Страстной Неделе — так называемыми nazarenos (кающимися грешниками).

## Интересные факты
По иронии судьбы балахоны и капироты католиков-nazarenos весьма схожи с балахонами и капюшонами членов Ку-клукс-клана, расистской террористической организации, имеющей, в том числе, и антикатолическую направленность.
Капироты широко используются в мире компьютерной игры Blasphemous, вдохновленной наследием испанской инквизиции. В частности, главный герой игры носит шлем, стилизованный под капирот.
В честь капирот назвали мексиканское блюдо, похожее на хлебный пудинг, капиротаду, которое обычно подают во время Великого поста, на Страстную пятницу.